# Rohan Chapman-Davies
Rohan Chapman-Davies (* 4. September 1991 in Sydney) ist ein ehemaliger australischer Freestyle-Skier. Er startete in den Buckelpisten-Disziplinen Moguls und Dual Moguls.

## Werdegang
Chapman-Davies startete international erstmals im August 2004 beim Australian New Zealand Cup im Perisher, wobei er den zehnten Platz im Moguls errang und nahm im Januar 2013 im Deer Valley erstmals am Freestyle-Skiing-Weltcup. Dabei kam er auf den 33. Platz im Dual Moguls und auf den 32. Rang im Moguls. In der Saison 2014/15 fuhr er auf den dritten Platz in der Moguls-Wertung des Nor-Am-Cups und auf den zweiten Rang in der Moguls-Wertung des Australian New Zealand Cups. In der Saison 2016/17 erreichte er in Tazawako mit dem neunten Platz im Dual Moguls seine einzige Top-Zehn-Platzierung im Weltcup und zum Saisonende mit dem 29. Rang im Moguls-Weltcup sein bestes Gesamtergebnis. Zudem kam er erneut auf den zweiten Platz in der Moguls-Wertung des Australian New Zealand Cups und beim Saisonhöhepunkt, den Freestyle-Skiing-Weltmeisterschaften 2017 in der Sierra Nevada, auf den 15. Platz im Moguls. Im folgenden Jahr belegte er in Pyeongchang bei seiner einzigen Teilnahme an Olympischen Winterspielen den 22. Platz im Moguls. In der Saison 2018/19 absolvierte er in Mont-Tremblant seinen 31. und damit letzten Weltcup, welchen er auf dem 26. Platz im Moguls beendete und errang bei den Freestyle-Skiing-Weltmeisterschaften 2019 im Deer Valley jeweils den 14. Platz im Dual Moguls sowie im Moguls.

## Erfolge

### Olympische Spiele
- 2018 Pyeongchang: 22. Platz Moguls

### Weltmeisterschaften
- 2017 Sierra Nevada: 15. Platz Moguls
- 2019 Deer Valley: 14. Platz Moguls, 14. Platz Dual Moguls

### Weltcupwertungen
| Saison  | Gesamt | Gesamt | Moguls | Moguls |
| Saison  | Platz  | Punkte | Platz  | Punkte |
| ------- | ------ | ------ | ------ | ------ |
| 2015/16 | 213.   | 1,63   | 44.    | 13     |
| 2016/17 | 151.   | 7      | 29.    | 77     |
| 2017/18 | 217.   | 3,20   | 36.    | 32     |
| 2018/19 | 203.   | 2,78   | 36.    | 25     |

### Nor-Am-Cup
- Saison 2014/15: 3. Platz Moguls-Wertung
- 4 Podestplätze im Nor-Am-Cup

### Australian New Zealand Cup
- Saison 2014/15: 2. Platz Moguls-Wertung
- Saison 2016/17: 2. Platz Moguls-Wertung
- 8 Podestplätze im Australian New Zealand Cup